# Acta Societatis pro Fauna et Flora Fennica

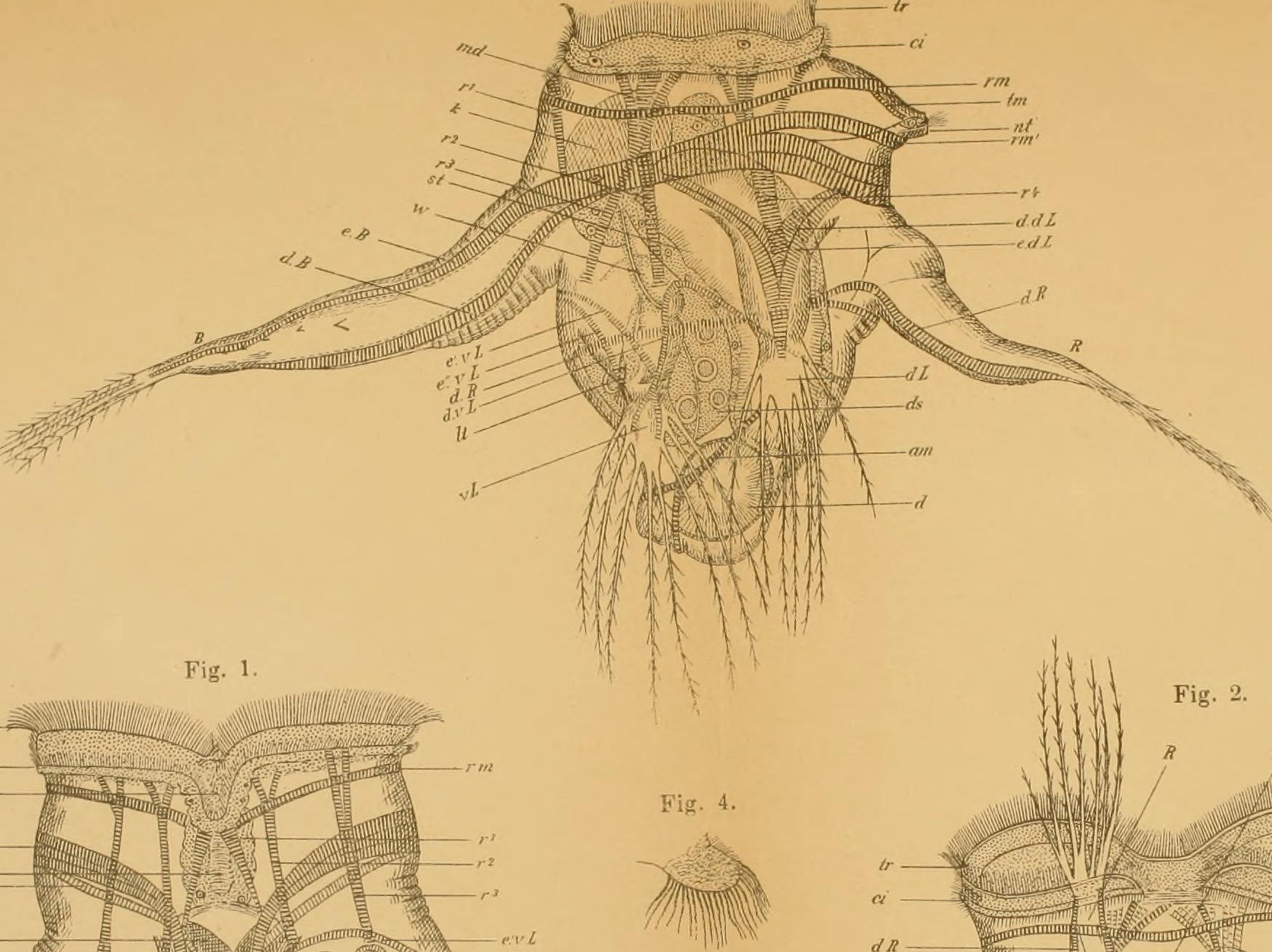
Jedna z ilustracji czasopisma

Acta Societatis pro Fauna et Flora Fennica (w piśmiennictwie naukowym cytowane jako Acta Soc. Fauna Flora fenn.) –  wychodzące w Finlandii przyrodnicze czasopismo naukowe wydawane przez Societas pro Fauna et Flora Fennica. Czasopismo wychodziło w latach 1855–1922, jego artykuły pisane były w języku angielskim, fińskim, niemieckim, norweskim i szwedzkim.
Wszystkie numery czasopisma zostały zdigitalizowane i są dostępne w internecie. Opracowano 5 istniejących w internecie skorowidzów umożliwiających odszukanie artykułu:
- Title – na podstawie tytułu
- Author – na podstawie nazwiska autora
- Date – według daty
- Collection – według grupy zagadnień
- Contributor – według instytucji współpracujących

Istnieje też indeks numerów ze spisem zawartości w poszczególnych numerach.